# Bowen (cráter)
Bowen es un pequeño cráter lunar de impacto de 8 km de diámetro. Se encuentra ubicado al suroeste de los Montes Haemus, en el borde del pequeño mar lunar llamado Lacus Doloris (Lago del Dolor).
|  |  |

Se distingue por tener un suelo relativamente plano en lugar de tener forma de cuenco como los cráteres más pequeños. Inicialmente fue designado como Manilius A, hasta ser renombrado por la Unión Astronómica Internacional (IAU) en 1973. El cráter Manilius se localiza al sur, en la orilla opuesta del Lacus Doloris.

## Referencias

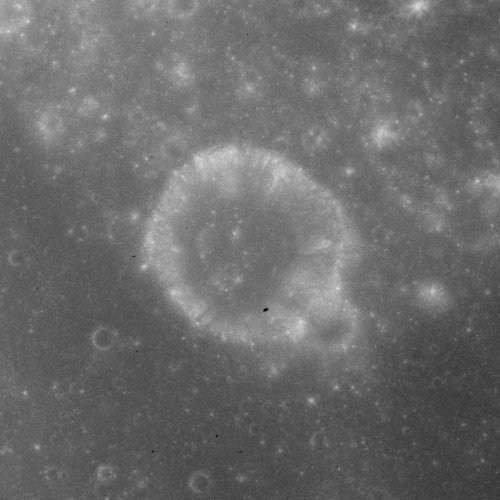
Cráter Bowen (Apolo 15)